# Johann Georg Neupert
Johann Georg Neupert (* 22. Juni 1828 in Aurich; † 17. April 1895 ebenda) war ein deutscher Jurist und Politiker.

## Leben
Als Bruder von Hermann Christian Neupert geboren, ging Neupert auf das Gymnasium Aurich. Im Anschluss studierte er Rechtswissenschaften in Göttingen, Berlin und Heidelberg. Während seines Studiums wurde er 1848 Mitglied des Corps Frisia Göttingen.
1851 war er als Amtsauditor tätig, 1855 als Amtsassessor in Lilienthal. Nach Stationen 1856 in Lauenstein, 1858 in Stickhausen, 1859 in Himmelpforten und Dannenberg sowie 1865 in Celle, wurde er 1868 Regierungsrat in Liegnitz. 1869 war er als Amtshauptmann im Amt Burgwedel tätig, 1872 als Amtshauptmann in Aurich. 1885 wurde er Landrat im Landkreis Aurich und ging 1893 als Geheimer Regierungsrat in den Ruhestand.